# Вест Милвоки (Висконсин)
Вест Милвоки (енгл. West Milwaukee) град је у америчкој савезној држави Висконсин.

## Демографија
По попису из 2010. године број становника је 4.206, што је 5 (0,1%) становника више него 2000. године.
| Група             | 2000.         | 2010.         |
| Белци             | 3.313 (78,9%) | 2.473 (58,8%) |
| Афроамериканци    | 147 (3,5%)    | 428 (10,2%)   |
| Азијати           | 107 (2,5%)    | 133 (3,2%)    |
| Хиспаноамериканци | 504 (12,0%)   | 1.068 (25,4%) |
| Укупно            | 4.201         | 4.206         |